# 오라클 엑사데이터
오라클 엑사데이터(Oracle Exadata,  Oracle Exadata Database Machine) 또는 엑사데이터(Exadata)는 오라클 데이터베이스를 구동하는데 최적화된 컴퓨팅 플랫폼이다.
엑사데이터는 인텔 x86-64 연산 및 스토리지 서버, RoCE 또는 인피니밴드 네트워킹, 퍼시스턴트 메모리(PMEM), NVMe 플래시, 특수 소프트웨어의 스케일아웃을 포함하는, 하드웨어 및 소프트웨어 결합 플랫폼이다.
엑사데이터는 2008년 온프레미스 디플로이먼트용으로 도입되었으며 2015년 10월부터 오라클 클라우드를 통해 "엑사데이터 클라우드 서비스"라는 구독 서비스로 제공되고 있다.